# Stefan Hofmann (Theologe)
Stefan Hofmann SJ (* 1978 in Amberg) ist ein deutscher römisch-katholischer 
Theologe mit dem Fachgebiet Moraltheologie.

## Leben
Ab 1998 studierte er Philosophie und Theologie in Regensburg (2004 Diplom in Katholischer Theologie), Rom und an der   Franciscan University of Steubenville (2006 Master of Arts in Philosophie). Nach der Promotion 2010 absolvierte er von 2010 bis 2012 das Noviziat im Jesuitenorden. Nach der Priesterweihe 2016 und der Habilitation 2021  für das Fach Moraltheologie an der Kath.-Theol. Fakultät der Eberhard Karls Universität Tübingen ist er seit 2022 Professor für Moraltheologie an der Theologischen Fakultät der Universität Innsbruck.

## Publikationen (Auswahl)
- Religiöse Erfahrung – Glaubenserfahrung – Theologie. Eine Studie zu einigen zentralen Aspekten im Denken John Henry Newmans (= Internationale Cardinal-Newman-Studien. Band 21). Lang, Frankfurt 2011, ISBN 978-3-631-61002-2.
- (Hrsg.): Posts, Tweets und Fakenews. Wie leben mit der Informationsflut? (= Ignatianische Impulse. Band 89). Echter, Würzburg 2020, ISBN 978-3-429-05552-3.
- Normative Bedeutung der Handlungsfolgen. Paradigmatische utilitaristische Ansätze und katholische Moraltheologie (= Theologische Bibliothek Töpelmann. Band 202). de Gruyter, Berlin 2022, ISBN 978-3-11-078127-4 (Habilitationsschrift, Universität Tübingen, 2021).
- mit Sebastian Maly: Gott – dreifaltig einer (= Ignatianische Impulse. Band 93). Echter, Würzburg 2022, ISBN 978-3-429-05213-3.
- mit Branka Gabrić (Hrsg.): Healing mission. The Catholic Church in the era of global public health (= Weltkirche und Mission. Band 19). Verlag Friedrich Pustet, Regensburg 2023, ISBN 978-3-7917-3457-6.
- mit Georg Fischer: Frieden finden (= Ignatianische Impulse Band 100). Echter, Würzburg 2024, ISBN 978-3-429- 05938-5.